# Higashikushira
Higashikushira (東串良町, Higashikushira-chō) est un bourg du district de Kimotsuki, dans la préfecture de Kagoshima, au Japon.

## Géographie

### Démographie
Au 1er novembre 2014, la population de Higashikushira s'élevait à 6 632 habitants répartis sur une superficie de 27,69 km2.